# Graduate Record Examinations
Graduate Record Examinations (GRE) — стандартизований тест, результати якого є однією з вимог для вступу на магістратуру в США, інших англомовних країнах та для курсів, навчання на яких ведеться англійською мовою (переважно бізнес-школи). Тест було створено 1949 року Educational Testing Service, що також проводить TOEFL. Метою тесту є перевірка математичних, мовних та аналітичних навичок (відповідно Quantitative Reasoning, Verbal Reasoning та Analytical Writing).

## Система оцінювання
Бали оцінюються відповідно до нормального розподілу за кількістю, у відсотках, людей, що здали тест гірше. Тобто людина, що набирає 165 балів за мовним тестом складає його краще за 96 % всіх, хто здавав тест.
Проценти та відповідність попередній шкалі наведена нижче. попередня шкала (до серпня 2011 року) була від 200 до 800 з кроком 10, нова — з 130 до 170 з кроком 1. Аналітичні навички оцінюються за 6-ти бальною шкалою з кроком 0,5 бали.
| Бали | Мовний процент | Попередня мовна шкала | Математичний процент | Попередня математична шкала |
| ---- | -------------- | --------------------- | -------------------- | --------------------------- |
| 170  | 99             | 760–800               | 99                   | 800                         |
| 169  | 99             | 740–750               | 98                   | 800                         |
| 168  | 98             | 720–730               | 96                   | 800                         |
| 167  | 97             | 710                   | 95                   | 800                         |
| 166  | 96             | 700                   | 94                   | 800                         |
| 165  | 95             | 680–690               | 93                   | 790                         |
| 164  | 93             | 660–670               | 90                   | 790                         |
| 163  | 91             | 650                   | 88                   | 780                         |
| 162  | 89             | 630–640               | 87                   | 770                         |
| 161  | 86             | 620                   | 83                   | 770                         |
| 160  | 83             | 600–610               | 81                   | 760                         |
| 159  | 80             | 590                   | 77                   | 750                         |
| 158  | 77             | 570–580               | 74                   | 740                         |
| 157  | 73             | 560                   | 71                   | 730                         |
| 156  | 69             | 540–550               | 68                   | 720                         |
| 155  | 65             | 530                   | 64                   | 700–710                     |
| 154  | 61             | 510–520               | 60                   | 690                         |
| 153  | 57             | 500                   | 56                   | 680                         |
| 152  | 53             | 480–490               | 52                   | 660–670                     |
| 151  | 49             | 460–470               | 48                   | 640–650                     |
| 150  | 44             | 450                   | 43                   | 630                         |
| 149  | 40             | 430–440               | 39                   | 610–620                     |
| 148  | 36             | 420                   | 35                   | 590–600                     |
| 147  | 32             | 410                   | 31                   | 570–580                     |
| 146  | 28             | 390–400               | 27                   | 550–560                     |
| 145  | 24             | 380                   | 23                   | 530–540                     |
| 144  | 21             | 370                   | 20                   | 500–520                     |
| 143  | 18             | 350–360               | 17                   | 480–490                     |
| 142  | 15             | 340                   | 14                   | 460–470                     |
| 141  | 12             | 330                   | 11                   | 430–450                     |
| 140  | 10             | 320                   | 9                    | 400–420                     |
| 139  | 8              | 310                   | 7                    | 380–390                     |
| 138  | 6              | 300                   | 5                    | 350–370                     |
| 137  | 5              | 290                   | 4                    | 330–340                     |
| 136  | 3              | 280                   | 3                    | 300–320                     |
| 135  | 3              | 280                   | 2                    | 280–290                     |
| 134  | 2              | 270                   | 1                    | 260–270                     |
| 133  | 1              | 260                   | 1                    | 240–250                     |
| 132  | 1              | 250                   | 1                    | 220–230                     |
| 131  | 1              | 240                   | 1                    | 200–210                     |
| 130  | <1             | 200–230               | 1                    | 200                         |

| Бали за аналітичні навички | Процент |
| -------------------------- | ------- |
| 6                          | 99      |
| 5.5                        | 96      |
| 5                          | 92      |
| 4.5                        | 73      |
| 4                          | 49      |
| 3.5                        | 30      |
| 3                          | 11      |
| 2.5                        | 6       |
| 2                          | 1       |
| 1.5                        | 1       |
| 1                          | 1       |
| 0.5                        | 1       |

## Особливості тесту
Має більш складну мовну частину, ніж TOEFL, оскільки переважно розрахований на людей, для яких англійська мова є рідною. Загалом подібний до тесту GMAT, однак останній більш орієнтований на випускників бізнес-шкіл.

## GRE в Україні
Скласти тест GRE в Україні можна в тестових центрах у Києві та Львові.